# Salote Tupou III
Sālote Tupou III (nascida Sālote Mafile'o Pilolevu, 12 de março de 1900, Nucu'alofa, Tonga - 16 de dezembro de 1965, Auckland, Nova Zelândia) foi a rainha de Tonga de 1918 até sua morte em 1965, sendo a primeira rainha reinante do país e com o maior tempo de reinado, cerca de 47 anos. 

## Primeiros anos
Sālote Mafile'o Pilolevu nasceu á 13 de março de 1900, no Palácio Real de Tonga, em Nucualofa, capital do país. Foi a primeira filha do rei Jorge Tupou II e de sua primeira esposa, a rainha Lavinia Veiongo.  Seu nome foi uma homenagem á sua bisavó, a princesa Sālote Mafile'o Pilolevu, filha de Jorge Tupou I, unificador e primeiro rei de Tonga. Ela não era popular entre os chefes e os demais nobres de Tonga, já que era uma menina e se esperava um filho varão para ser o herdeiro de Jorge Tupou II. Por este motivo em seus primeiros anos ela nunca saiu das terras do palácio real, devido ao medo de algum atentado contra sua vida. 
Sua mãe, a rainha Lavinia Veiongo faleceu em 1902, vitima de tuberculose sem ter tido outro filho além de Salote.  Poucos anos após isso, o rei se casou com a princesa Anaseini Takipō na esperança de gerar um filho homem. Na mesma época a jovem princesa Salote foi enviada á Auckland, na Nova Zelândia para iniciar seus estudos, retornando á Tonga apenas nos finais de ano até 1914, quando o rei Tupou II ordenou que ela se fixasse novamente em Tonga após o fracasso do casamento com sua segundo esposa, que não gerou nenhum filho varão. Apenas duas meninas, uma nascida em 1911 e que faleceu poucos meses depois e a princesa 'Elisiva que viveu até os 20 anos. 

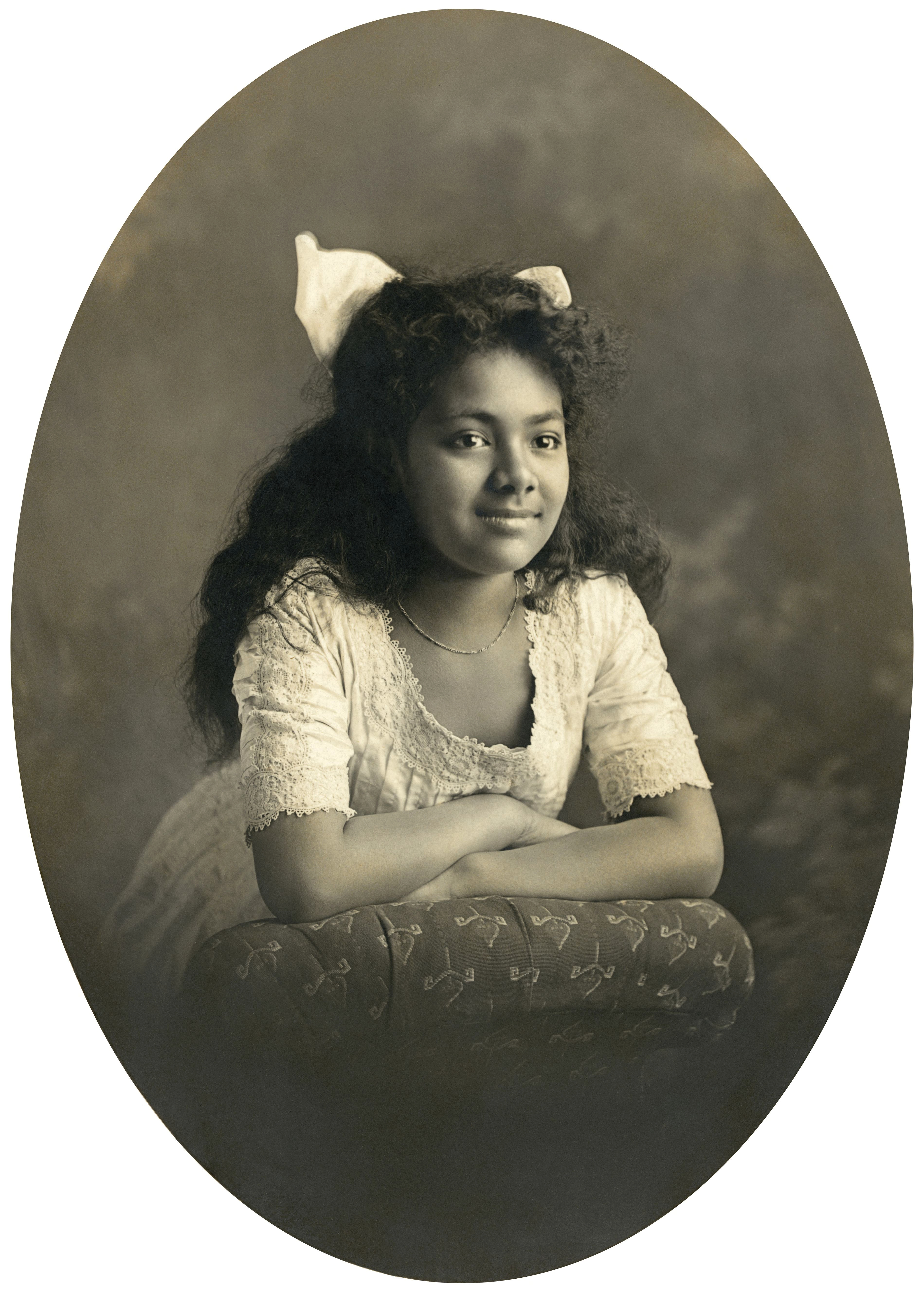
1908

A rainha se casou em 1916 com seu primo em segundo grau, Viliami Tungī Mailefihi, com então 28 anos de idade. Esta união foi estratégica para o rei Jorge Tupou II, já que o príncipe era descendente dos antigos Tu'i Ha'atakalaua, uma dinastia de reis que reinou sobre o Império de Tonga. Já que a família real era descendente de duas das três dinastia antigamente reinantes, os descendentes de Salote e Viliami combinariam o sangue das três antigas linhagens reais de Tonga. 
A rainha se destacava também pelo porte físico, tendo alcançado a estatura de 1,91 metros.

## Reinado
Em 5 de abril de 1918, o rei Jorge Tupou II faleceu e deixou o torno para sua filha Salote, que assumiu o nome real de Sālote Tupou III. Ela seria coroada em 11 de outubro daquele ano, mesmo com a pandemia da gripe espanhola que vitimou mais de 1800 pessoas no país, incluindo sua madrasta, a rainha Anaseini Takipo, que faleceu em novembro de 1918. Pouco tempo após o início de seu reinado, a rainha permitiu o trabalho de arqueólogos americanos, neozelandeses, australianos e britânicos, que na época mantinham um protetorado em Tonga. Tais pesquisas descobriram sobre o passado histórico de Tonga, que até então se norteava por lendas e mitos. As pesquisas foram sendo divulgadas com o decorrer dos anos. 
Nos anos 20 a rainha enfrentou sucessivas frentes opositoras, já que não se aceitava uma mulher como monarca de um país com uma forte cultura patriarcal como era Tonga. Ela também teve de resolver questões religiosas da Igreja Metodista do país e até um movimento republicano, que apesar de pouca popularidade, foi uma ameaça para a rainha. Em 1923 a rainha nomeou seu marido, Viliami como primeiro-ministro e ele a ajudou a enfrentar as oposições e questões do reino até sua morte em 1941. A morte do marido a deixou muito abalada, porém assim mesmo seguiu o exemplo da rainha Vitória do Reino Unido, que apesar do luto continuou a se dedicar ao país com bastante apoio do povo. 
A rainha Salote Tupou III ficou mundialmente conhecida em 1953 quando, durante a coroação da rainha Isabel II do Reino Unido, a monarca tonganesa seguiu o carro real da soberana britânica com o capô aberto e debaixo de chuva, numa clara demonstração de respeito à rainha seguindo as tradições de seu país. Ela já havia feito o mesmo na coroação do sultão Ibrahim IV de Ketalan, em 1944, mas desta vez por cima de um cavalo. 
Em seus últimos anos ela lutou pela soberania de Tonga, que cada vez mais se tornava menos dependente do protetorado britânico. Presidiu o comitê de Tradições de Tonga de 1955 até 1965 e ainda patrocinou a Cruz Vermelha no país, coisa que lhe deu ainda mais popularidade e devoção do povo. Ela faleceu em 16 de dezembro de 1965 aos 65 anos, na Nova Zelândia, onde estava se tratando de uma longa doença. Foi sucedida por Siaosi Taufa'ahau Tupoualahi, que reinou como Taufa'ahau Tupou IV. 

## Casamento e Descendentes
Ela se casou em 19 de setembro de 1918 nas tradições cristãs e em 21 de setembro de 1918 nas tradições tonganesas com seu primo, Viliami Tungi Mailefihi, com quem teve três filhos, tendo ainda três períodos de gravidez mal-sucedida. 
- Príncipe Siaosi Tāufaʻāhau Tupoulahi (4 de julho de 1918 - 10 de setembro de 2006), mais tarde conhecido como Rei Tāufa'āhau Tupou IV ,
- Príncipe Uiliami Tuku'aho (5 de novembro de 1920 - 28 de abril de 1936), que morreu jovem,
- Príncipe Sione Ngū Manumataongo (7 de janeiro de 1922 - 10 de abril de 1999), mais tarde conhecido como 5º Tu'ipelehake (Fatafehi),